# 7 Days of Funk
7 Days of Funk è il primo ed eponimo album in studio del duo G-funk statunitense 7 Days of Funk, composto dal rapper e cantante Snoopzilla (aka Snoop Dogg) e dal musicista Dâm-Funk. Il disco è stato pubblicato nel 2013.

## Tracce
1. Hit Da Pavement – 4:16
2. Let It Go – 4:34
3. Faden Away – 5:40
4. 1Question? (featuring Steve Arrington) – 3:45
5. Ride (featuring Kurupt) – 4:04
6. Do My Thang – 4:47
7. I'll Be There 4U – 3:18
8. Systamatic (featuring Tha Dogg Pound) (Bonus track) – 3:32